# Maximilian Daublebsky von Sterneck

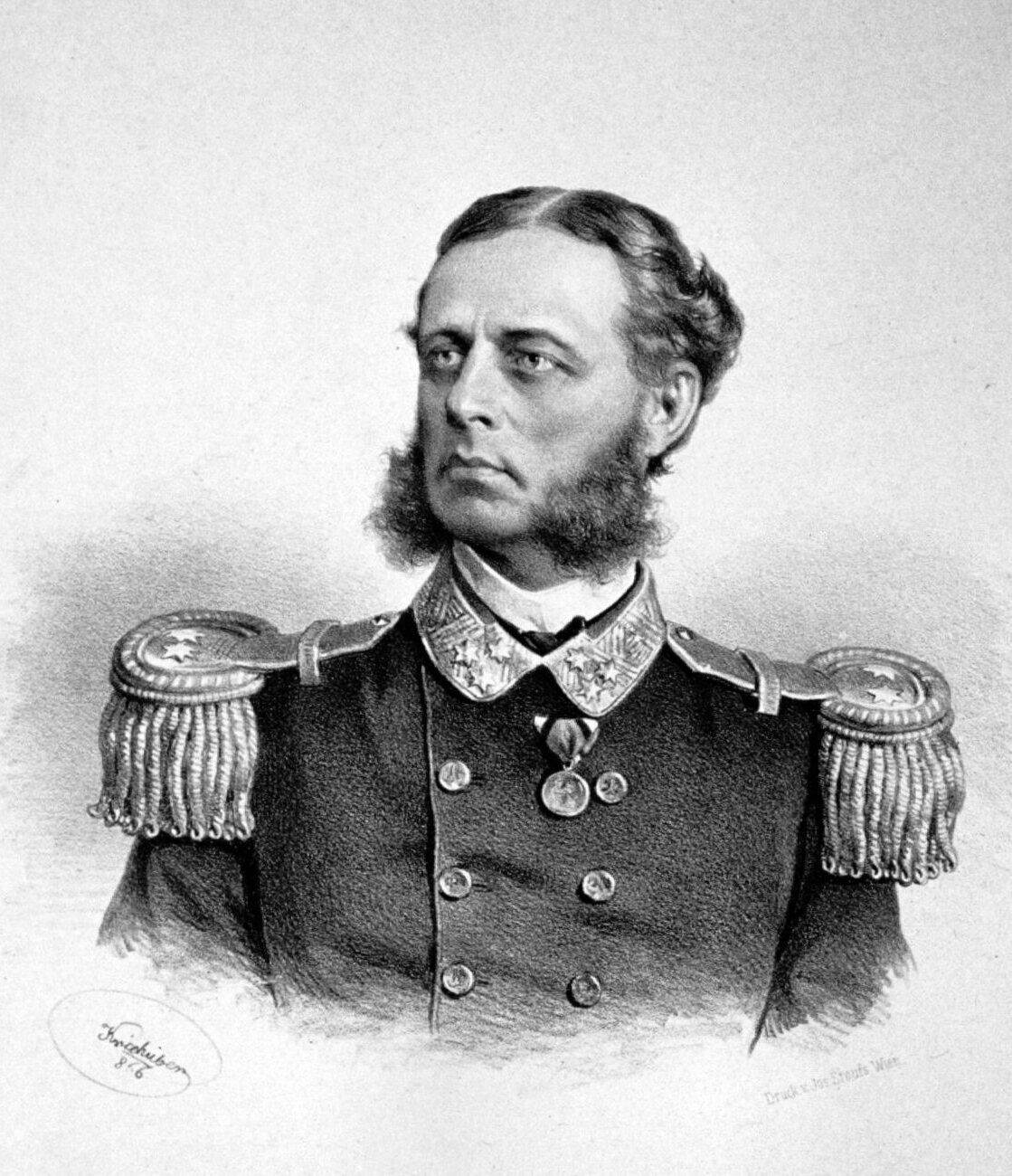
Maximilian Daublebsky Freiherr von Sterneck, Lithographie von Josef Kriehuber, 1866

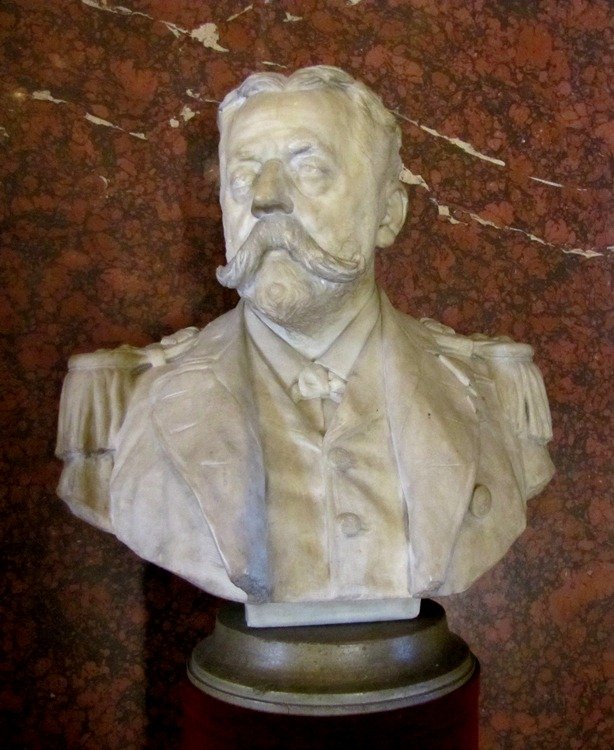
Porträtbüste im Heeresgeschichtlichen Museum, 1895.

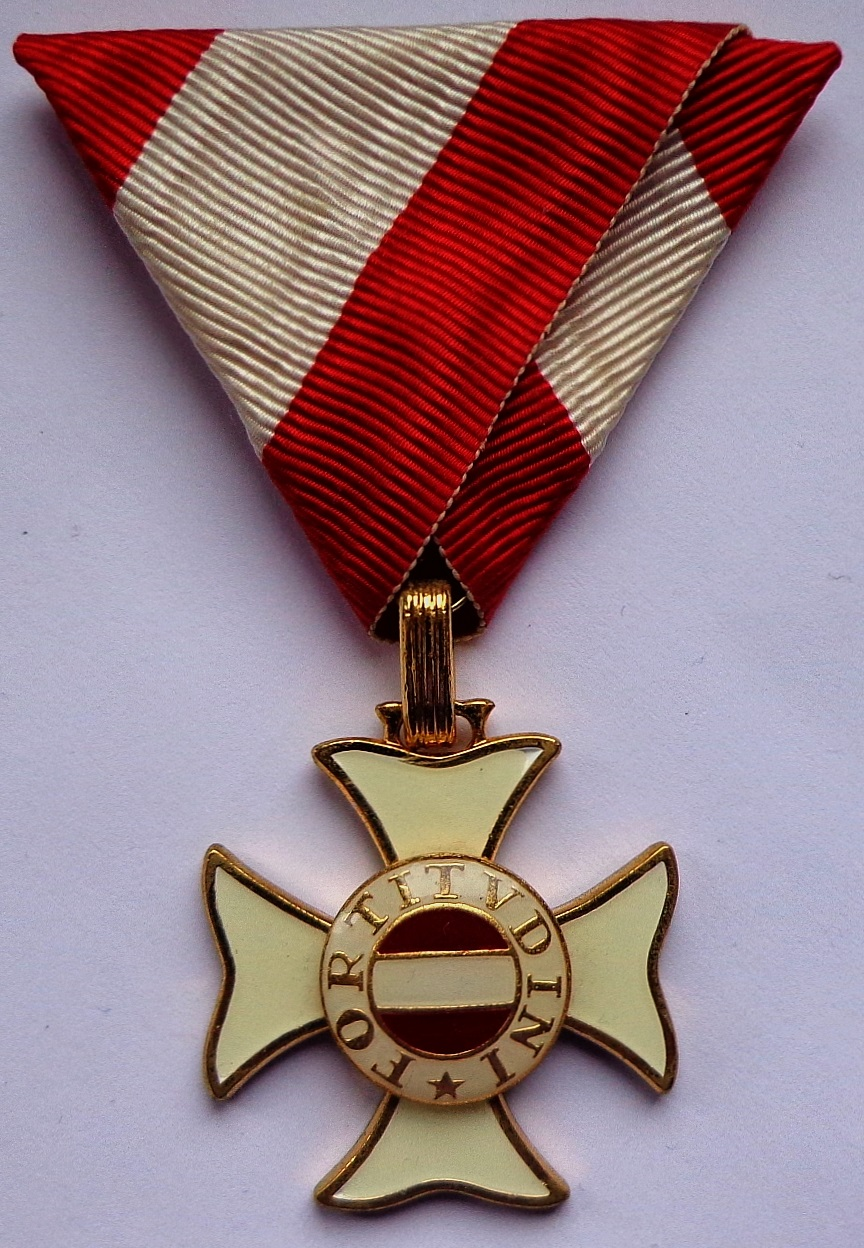
Ritterkreuz des Militär-Maria-Theresien-Ordens

Jahrgangsabzeichen „Sterneck“ der Theresianischen Militärakademie in Wiener Neustadt

Maximilian Daublebsky Freiherr von Sterneck zu Ehrenstein (* 14. Februar 1829 in Klagenfurt; † 5. Dezember 1897 in Wien) war ein Admiral aus der freiherrlichen Familie Daublebsky von Sterneck und von 1883 bis zu seinem Tode Kommandant der österreichisch-ungarischen Kriegsmarine.

## Herkunft
Maximilian Daublebsky Freiherr von Sterneck und Ehrenstein entstammte einer Patrizierfamilie aus Budweis in Südböhmen, die durch Generationen Bürgermeister der Stadt waren (vgl. Steeb/Sterneck).

## Familie
Sein Vater Joseph Daublebsky Freiherr von Sterneck und Ehrenstein (* 1. Mai 1775 in Prag; † 29. April 1848 in Klagenfurt) studierte die Rechte in Prag, worauf er 1795 bis 1796 Ascultant beim mährisch-schlesischen Landrecht in Brünn wurde. Seine Laufbahn führte ihn dann nach Krakau und von dort nach Lemberg, von wo er 1815 als Appellations-Rat dem innerösterreichischen Appellationsgericht in Klagenfurt zugeteilt wurde.
Von 1817 bis 1823 war er in Fiume tätig. Darauf wieder nach Klagenfurt rückversetzt, wurde er am 4. Februar 1823 zum Präsidenten des k. k. Stadt- und Landrechts in Krain ernannt. In Laibach wirkte er bis zum 1. November 1827.
Vom Kaiser wurde er darauf zum Präsidenten des k. k. Stadt- und Landrechts sowie Kriminal- und Wechselgerichts in Klagenfurt ernannt. Diese Stellung bekleidete er bis 1834, worauf er Präsident des innerösterreichischen und küstenländischen Appellations- und Kriminal-Obergerichts in Klagenfurt wurde. Am 4. September 1834 wurde er von Kaiser Franz I. zum Landeshauptmann und Präsidenten der Stände Kärntens ernannt, dem 1835 durch Kaiser Ferdinand I. die Verleihung der Würde eines wirklichen geheimen Rates folgte.
Sein jüngster Sohn Maximilian, geborenen in Klagenfurt am 14. Februar 1829,  stammte aus seiner zweiten 1817 geschlossenen Ehe mit Franziska Freiin von Kaiserstein (* 25. Oktober 1790 auf Schloß Krastowitz; † 12. Juni 1862 ebd.).

## Leben
Maximilian Daublebsky Freiherr von Sterneck zu Ehrenstein wurde Offizier in der kaiserlich-königlichen Marine der Monarchie Österreich-Ungarn und im Jahr 1859 Korvettenkapitän. Im Jahr 1864 erfolgte seine Beförderung zum Fregattenkapitän. Unter Konteradmiral Wilhelm von Tegetthoff wurde er zum Kommandant von dessen Flaggschiff Erzherzog Ferdinand Max ernannt. In der Seeschlacht von Lissa gelang es ihm 1866, durch einen Rammstoß das feindliche, durch einen Treffer manövrierunfähige, italienische Flaggschiff Re d’Italia zu versenken und an der Seite von Tegetthoff als Sieger hervorzugehen.
Für diese Tat erhielt er unmittelbar nach der Schlacht das Ritterkreuz des Leopold-Ordens mit der Kriegsdekoration und am 29. August 1866 durch das Ordenskapitel das Ritterkreuz des Militär-Maria-Theresien-Ordens zuerkannt.
Im Jahr 1866 wurde Maximilian Daublebsky von Sterneck zum Militär-Hafenkommandant von Pula ernannt. 1872 wurde er zum Kontre-Admiral, 1883 zum Vize-Admiral befördert und zum Marinekommandanten ernannt. Im Jahr 1888 erreichte er mit dem Dienstgrad Admiral den Abschluss seiner militärischen Karriere.
Er führte gemeinsam mit Johann Nepomuk Graf Wilczek 1872 eine Begleitfahrt ins Nördliche Eismeer durch, um für die Österreichisch-Ungarische Nordpolexpedition von Karl Weyprecht, dem Kommandanten, und Julius Payer ein Proviantdepot bei den Barents-Inseln anzulegen. Dafür hatte er den kleinen Segler mit dem Namen Isbjörn gechartert.
Nach Trennung von dem Expeditionsschiff Tegetthoff segelten Sterneck und Wilczek durch die Karasee in die Mündung der Petschora ein. Die Flussfahrt endete am 15. Oktober 1872, anschließend wurde die Reise mit dem Post-Dampfschiff über Perm, Kasan und Nischni Nowgorod nach Moskau fortgesetzt.
Als Freiherr von Sterneck im Jahr 1897 starb, wurde sein Leichnam in der auf seinen Wunsch in der 1891 bis 1898 für das Seearsenal erbauten katholischen Garnisonskirche Madonna del Mare (dt. Unserer Lieben Frau vom Meere/kroat. Gospe od Mora) in S. Policarpo, einem Stadtteil von Pola in Istrien, bestattet, während sein Herz in der Gruft der Kirche zu St. Ulrich bei Krastowitz in Kärnten bestattet wurde.
Aus einer außerehelichen Beziehung mit der verwitweten Amalie Pabst, geb. Matz Freiin von Spiegelfeld (1834–1910),  hatte er einen Sohn, Maximilian Daublebsky von Eichhain, der es zum Vize-Admiral i. R. der österreichisch-ungarischen Marine brachte und am 16. Oktober 1918 mit dem Prädikat „von Eichhain“ in den Adelsstand erhoben wurde. Er war mit Elisabeth Freiin von Minutillo (1881–1939), eine Tochter des Admirals i. R. Franz Freiherr von Minutillo (1840–1916), verheiratet.

## Namensgeber
Die zu Spitzbergen gehörende Insel Sterneckøya, der Berg Sternecktoppen auf Jan Mayen und der Sternecksund in Franz-Josef-Land sind nach Maximilian von Sterneck benannt.
Zum Gedenken wählte der Ausmusterungsjahrgang 1998 der Theresianischen Militärakademie in Wiener Neustadt den Namen „Jahrgang Sterneck“.
| Vorgänger          | Amt                        | Nachfolger        |
| ------------------ | -------------------------- | ----------------- |
| Friedrich von Pöck | Marinekommandant 1883–1897 | Hermann von Spaun |